# Lucy R. Lippard
Lucy R. Lippard (* 1937 in New York City) ist eine US-amerikanische Schriftstellerin, Kunsttheoretikerin und Kuratorin.

## Leben
Lucy Lippard ist in New Orleans und Charlottesville (Virginia) aufgewachsen. 1952 begann sie ein Studium an der Abbot Academy. Nach dem B.A. am Smith College arbeitete sie für das American Friends Service Committee in Mexiko. Danach erwarb sie ihren M.A. in Kunstgeschichte an der New York University. 1964 begann Lippard, Artikel für das 1962 gegründete internationale Kunstmagazin Artforum zu verfassen. Seit 1966 hat Lucy Lippard über zwanzig Bücher veröffentlicht und über fünfzig Ausstellungen kuratiert. 1968 erhielt sie ein Guggenheim-Stipendium. Gemeinsam mit dem Künstler Sol LeWitt gründete Lippard im Jahr 1976 den Verlag Printed Matter zur Edition von Künstlerbüchern.

## Position
In ihren Schriften entwarf sie erstmals die Position einer Dematerialisierung der Kunst, insbesondere in der Konzeptkunst. Lippard gehört zur frühen Avantgarde einer Feministischen Kunst. Im Vorwort zu Valie Exports Ausstellung MAGNA. Feminismus: Kunst und Kreativität, die 1975 in Wien gezeigt wurde, schreibt Lucy Lippard: Natürlich habe Kunst kein Geschlecht, doch der Künstler und die Künstlerin hätten eines. Deshalb seien separierte Frauenräume notwendig, um dem unsichtbaren – weiblichen – Geschlecht den öffentlichen Blick und die damit verknüpfte Anerkennung zuteil werden zu lassen.

## Veröffentlichungen
- School of Paris. Paintings from the Florene May Schoenborn and Samuel A. Marx Collection. Museum of Modern Art 1965
- The Dematerialization of Art. mit John Chandler. In: Art International, Februar 1968
- Pop Art. Mit Beiträgen von Lawrence Alloway, Nancy Marmer, Nicolas Calas. Droemer Knaur, München 1969 (= Knaur-Taschenbücher. Band 194). [Original 1966]
- Ad Reinhardt. Klett-Cotta, Stuttgart 1984
- Eva Hesse. Biographie. Da Capo Press, New York, NY 1992, ISBN 0-306-80484-0 (englisch, Erstausgabe: New York University Press, New York, NY 1976.).
- 10 Strukturisten in 20 Absätzen. In: Gregor Stemmrich: Minimal Art. Eine kritische Retrospektive. Dresden 1995
- Six Years. The Dematerialization of the Art Object from 1966 to 1972. University of California Press 1997, ISBN 978-0-520-21013-4 [Original 1973]

## Ausstellungen
- 1966: Gruppenausstellung Bruce Nauman, Eva Hesse, Louise Bourgeois, Keith Sonnier; Fischbach Gallery, New York[2]
- 1969: 557.089 Seattle; Seattle Art Museum[3]